# Pauline Starke
Pauline Starke (ur. 10 stycznia 1901 w Joplin, zm. 3 lutego 1977 w Santa Monica) – amerykańska aktorka filmowa.

## Wybrana filmografia
- 1916: Nietolerancja jako ulubienica haremu
- 1920: Odwaga Marge O'Doone jako Marge O'Doone
- 1924: Zakazany raj
- 1924: Piekło Dantego jako Marjorie Vernon
- 1926: Miłość jest ślepa jako Vanessa Levy
- 1927: Kobiety kochają diamenty jako Mavis Ray
- 1928: Wiking jako Helga Nillson
- 1941: She Knew All the Answers jako kobieta

## Wyróżnienia
Posiada swoją gwiazdę na Hollywoodzkiej Alei Gwiazd.